# Abel (band)
Abel is een Nederlandse popgroep, afkomstig uit Effen, Breda. De groep is vooral bekend van het nummer Onderweg uit 2000.

## Ontstaan
In 1996 richtten zanger-gitarist Joris Rasenberg, toetsenist Freek Imbens en basgitarist Robert Stobbelaar, die elkaar al van de middelbare school kennen, aangevuld met drummer John Koeken, de coverformatie "The Acting Crowd" op. In 1997 kozen de bandleden voor de naam "Abel" (naar de gelijknamige film van Alex van Warmerdam) en voor het genre Nederlandstalige popmuziek. De eerste demo, die in eigen beheer werd opgenomen, leverde Abel prompt een platencontract op.
Nadat de drummer besloot ermee te stoppen en de groep een vervanger en een tweede gitarist zocht, viel de keuze op drummer Emiel Drost (Fixation) en gitarist Maarten van Damme (ex-Mary Jane). De eerste single, 3 dagen zon, werd geen hit, maar het nummer Onderweg stond begin 2000 wekenlang op de nummer 1-positie in Nederland. Ook in Vlaanderen werd dit een grote hit.
Niet veel later verscheen het album De stilte voorbij. Abel werd bij de TMF Awards uitgeroepen tot "meest belovende act". Tevens speelde de band op het benefietfestival voor slachtoffers van de vuurwerkramp in Enschede. Aan het eind van 2000 stond Abel geprogrammeerd tussen acts als Coolio en UB40 tijdens Night of the Proms in Ahoy.
Hierna scoorde Abel geen grote hits meer. In 2001 en 2002 begon een leegloop binnen de band, waarna alleen Joris Rasenberg en de later toegetreden toetsenist Eric Smans overbleven. Eind 2002 vond men vervangers in bassist Bas de Groot, drummer Jasper van Hulten en gitarist Tim Eijmaal. Het tweede album, Doen & laten, ging in stilte aan het grote publiek voorbij.

### Terugkeer
Na vooral te hebben geschreven voor andere artiesten, bracht de band op 17 september 2010 een eigen single uit: Zolang je bij me bent uit. Een derde album, 12 uur, verscheen op 20 oktober 2010.
Op Breda Live gaf Abel op 9 juli 2022 een eennmalig reünie-optreden. Dit zou eigenlijk op Breda Live 2020 zijn gebeurd, maar die editie ging niet door vanwege de coronapandemie. Het idee om toch weer samen het podium te beklimmen, ontstond eerder in 2022, vertelde voormalig manager Andy Broeders. “Op de bruiloft van Joris waren de andere jongens aanwezig. Toen speelden zij een paar oude nummers  en besloten om toch nog een keer op te treden als Abel. Maar dan moest het wel in Breda zijn.” 
Eind oktober 2023 maakte de band, in een nieuwe samenstelling, bekend dat ze nieuwe muziek uit gaan brengen. Op 26 oktober 2023 is de single 'Zie jij het ook' voor het eerst gedraaid op de radio in het ochtendprogramma Wakker! Met Koen Wijn op Omroep Brabant (Nederland). Eind augustus 2024 kwam het album Geen water bij de wijn uit en begon de band aan een tour langs verschillende podia in Nederland.

## Discografie

### Albums
| Album met eventuele hitnotering(en) in de Nederlandse Album Top 100 | Datum van verschijnen | Datum van binnenkomst | Hoogste positie | Aantal weken | Opmerkingen |
| ------------------------------------------------------------------- | --------------------- | --------------------- | --------------- | ------------ | ----------- |
| De stilte voorbij                                                   | 21-02-2000            | 04-03-2000            | 5               | 23           |             |
| Doen & laten                                                        | 18-02-2002            | -                     | -               | -            |             |
| 12 uur                                                              | 22-10-2010            | 03-10-2010            | 55              | 1            |             |
| Geen water bij de wijn                                              | 30-08-2024            | -                     | -               | -            |             |

| Album met hitnotering(en) in de Vlaamse Ultratop 200 albums | Datum van verschijnen | Datum van binnenkomst | Hoogste positie | Aantal weken | Opmerkingen |
| ----------------------------------------------------------- | --------------------- | --------------------- | --------------- | ------------ | ----------- |
| De stilte voorbij                                           | 2000                  | 08-04-2000            | 8               | 15           |             |

### Singles
| Single met eventuele hitnotering(en) in de Nederlandse Top 40 | Datum van verschijnen | Datum van binnenkomst | Hoogste positie | Aantal weken | Opmerkingen                                   |
| ------------------------------------------------------------- | --------------------- | --------------------- | --------------- | ------------ | --------------------------------------------- |
| 3 dagen zon                                                   | 1999                  | -                     | -               | -            | Nr. 78 in de Mega Top 100                     |
| Onderweg                                                      | 2000                  | 05-02-2000            | 1(6wk)          | 17           | Nr. 1 in de Mega Top 100 / Alarmschijf        |
| Neem me mee                                                   | 2000                  | 20-05-2000            | 22              | 5            | Nr. 26 in de Mega Top 100                     |
| Zonder een woord                                              | 2000                  | 07-10-2000            | tip16           | -            | Nr. 55 in de Mega Top 100                     |
| Liedje                                                        | 2001                  | -                     | -               | -            | met Daniël Lohues / Nr. 64 in de Mega Top 100 |
| Nooit meer bang                                               | 2001                  | 22-12-2001            | tip17           | -            | Nr. 52 in de Mega Top 100                     |
| Walsen                                                        | 2002                  | -                     | -               | -            | Nr. 51 in de Mega Top 100                     |
| Zolang je bij me bent                                         | 2010                  | -                     | -               | -            | Nr. 65 in de Single Top 100                   |
| Zie jij het ook                                               | 27-10-2023            | -                     | -               | -            |                                               |
| Soms gaat de tijd zo snel                                     | 05-04-2024            | -                     | -               | -            |                                               |

| Single met hitnotering(en) in de Vlaamse Ultratop 50 | Datum van verschijnen | Datum van binnenkomst | Hoogste positie | Aantal weken | Opmerkingen                |
| ---------------------------------------------------- | --------------------- | --------------------- | --------------- | ------------ | -------------------------- |
| Onderweg                                             | 2000                  | 04-03-2000            | 2               | 18           | Nr. 2 in de Radio 2 Top 30 |
| 3 dagen zon                                          | 1999                  | 20-05-2000            | tip4            | -            |                            |
| Tot het helder wordt                                 | 26-03-2012            | 31-03-2012            | tip64           | -            |                            |

### NPO Radio 2 Top 2000
| Nummer met noteringen in de NPO Radio 2 Top 2000 | '01 | '02 | '03 | '04 | '05 | '06 | '07 | '08 | '09 | '10 | '11 | '12 | '13 | '14 | '15 | '16 | '17 | '18 | '19 | '20 | '21 | '22 | '23 | '24 |
| ------------------------------------------------ | --- | --- | --- | --- | --- | --- | --- | --- | --- | --- | --- | --- | --- | --- | --- | --- | --- | --- | --- | --- | --- | --- | --- | --- |
| Onderweg                                         | 435 | 584 | 410 | 503 | 341 | 367 | 282 | 361 | 576 | 615 | 454 | 382 | 484 | 423 | 422 | 393 | 321 | 198 | 276 | 276 | 356 | 342 | 353 | 273 |

1. ↑  Een vetgedrukt getal geeft de hoogste notering aan.
2. ↑  2001 was het eerste jaar met een notering voor dit nummer.